# Krymtjakiska
Krymtjakiska (eget namn кърымчах тыльы eller qrımçax tıl'ı) är ett kritiskt utrotningshotat turkspråk som talas på Krim, i Ukraina. Dess närmaste släktspråk är krimtatariska. Det talas av cirka 200 människor.
Språket kan skrivas med latinska och kyrilliska alfabetet.
Krymtjakiska har erkänts som ett minoritetsspråk i Ukraina.

## Fonologi

### Konsonanter
|             | Labial | Labiodental | Alveolar | Postalveolar | Palatal | Velar  | Uvular |
| ----------- | ------ | ----------- | -------- | ------------ | ------- | ------ | ------ |
| Nasal       | m      |             | n        |              |         | ŋ      |        |
| Klusil      | p \| b |             | t \| d   |              |         | k \| g | q      |
| Affrikat    |        |             |          | ʧ \| ʤ       |         |        |        |
| Frikativ    |        | f \| v      | s \| z   | ʃ            |         | x \| ɣ |        |
| Tremulant   |        |             | r        |              |         |        |        |
| Lateral     |        |             | l ~ ɫ    |              |         |        |        |
| Approximant | w      |             |          |              | j       |        |        |

Källa:

### Vokaler
|            | Främre | Central | Bakre  |
| ---------- | ------ | ------- | ------ |
| Sluten     | i \| y | ɨ       | ɯ \| u |
| Halvsluten | e      |         | o      |
| Halvöppen  | œ      |         |        |
| Öppen      | æ      |         | ɑ      |

Källa: